# Alejandro Piedrahíta
Alejandro Piedrahita Diaz (Cartago, Colombia; 3 de septiembre de 2002) es un futbolista colombiano. Juega de centrocampista y su equipo actual es el Gimnasia y Esgrima La Plata de la Primera División de Argentina.

## Trayectoria
Piedrahita se incorporó al Deportivo Pereira en 2019 proveniente de las inferiores de El Diamante Sports Club. Debutó en la Categoría Primera A el 6 de abril de 2021 ante Independiente Medellín. Disputó 22 encuentros en la campaña del Torneo Finalización 2022 donde Pereira se alzó con el título.
En enero de 2023, Piedrahita fue cedido al Banfield de la Primera División de Argentina. 
A finales de julio de 2023, regreso al Deportivo Pereira para disputar la Copa Libertadores con el club colombiano, debutando ante Boyacá Chicó, anotando un gol en el empate 1-1.
Para fines de enero de 2025, se incorpora a Gimnasia y Esgrima La Plata de la Primera División de Argentina. Llega a préstamo por un año desde Deportivo Pereira, de Colombia con opción de compra.  

## Selección nacional
En mayo de 2021, fue citado a la selección sub-20 de Colombia.

## Estadísticas
Actualizado al último partido disputado el 14 de noviembre de 2024.
| Club                              | Div.          | Temporada     | Liga  | Liga  | Copas nacionales | Copas nacionales | Copas internacionales | Copas internacionales | Total | Total |
| Club                              | Div.          | Temporada     | Part. | Goles | Part.            | Goles            | Part.                 | Goles                 | Part. | Goles |
| --------------------------------- | ------------- | ------------- | ----- | ----- | ---------------- | ---------------- | --------------------- | --------------------- | ----- | ----- |
| Deportivo Pereira · Colombia      | 1.ª           | 2020          | 10    | 0     | 2                | 0                | —                     | —                     | 12    | 0     |
| Deportivo Pereira · Colombia      | 1.ª           | 2021          | 19    | 2     | 4                | 0                | —                     | —                     | 23    | 2     |
| Deportivo Pereira · Colombia      | 1.ª           | 2022          | 20    | 1     | 3                | 0                | —                     | —                     | 23    | 1     |
| Deportivo Pereira · Colombia      | 1.ª           | 2023          | 12    | 1     | 2                | 0                | —                     | —                     | 14    | 1     |
| Deportivo Pereira · Colombia      | 1.ª           | 2024          | 35    | 6     | 5                | 0                | —                     | —                     | 40    | 6     |
| Deportivo Pereira · Colombia      | Total club    | Total club    | 96    | 10    | 16               | 0                | 0                     | 0                     | 112   | 10    |
| Banfield Argentina                | 1.ª           | 2023          | 5     | 0     | 1                | 0                | —                     | —                     | 6     | 0     |
| Banfield Argentina                | Total club    | Total club    | 5     | 0     | 1                | 0                | 0                     | 0                     | 6     | 0     |
| Gimnasia y Esgrima (LP) Argentina | 1.ª           | 2025          | 0     | 0     | 0                | 0                | —                     | —                     | 0     | 0     |
| Gimnasia y Esgrima (LP) Argentina | Total club    | Total club    | 0     | 0     | 0                | 0                | 0                     | 0                     | 0     | 0     |
| Total carrera                     | Total carrera | Total carrera | 101   | 10    | 17               | 0                | 0                     | 0                     | 118   | 10    |

## Palmarés

### Títulos nacionales
| Título              | Club              | País     | Año  |
| ------------------- | ----------------- | -------- | ---- |
| Categoría Primera A | Deportivo Pereira | Colombia | 2022 |